# Казімерув (Мазовецьке воєводство)
Казімерув (пол. Kazimierów) — село в Польщі, у гміні Галінув Мінського повіту Мазовецького воєводства.
Населення — 286 осіб (2011).
У 1975-1998 роках село належало до Варшавського воєводства.

## Географія
До Казімерува належить частина села Застав'я (Застав'є, пол. Zastawie).

### Клімат
| Клімат Казімерува         | Клімат Казімерува | Клімат Казімерува | Клімат Казімерува | Клімат Казімерува | Клімат Казімерува | Клімат Казімерува | Клімат Казімерува | Клімат Казімерува | Клімат Казімерува | Клімат Казімерува | Клімат Казімерува | Клімат Казімерува | Клімат Казімерува |
| Показник                  | Січ.              | Лют.              | Бер.              | Квіт.             | Трав.             | Черв.             | Лип.              | Серп.             | Вер.              | Жовт.             | Лист.             | Груд.             | Рік               |
| Середній максимум, °C     | −1,7              | −0,5              | 5,0               | 13,3              | 18,8              | 22,3              | 23,8              | 23,0              | 18,2              | 12,5              | 5,4               | 0,6               | 11                |
| Середня температура, °C   | −4,5              | −3,6              | 1,3               | 8,4               | 13,4              | 16,9              | 18,4              | 17,6              | 13,4              | 8,4               | 2,8               | −1,7              | 7                 |
| Середній мінімум, °C      | −7,2              | −6,6              | −2,4              | 3,5               | 8,0               | 11,6              | 13,1              | 12,3              | 8,7               | 4,4               | 0,3               | −4                | 3                 |
| Норма опадів, мм          | 23                | 23                | 24                | 33                | 53                | 68                | 71                | 59                | 45                | 35                | 39                | 33                | 506               |
| ------------------------- | ----------------- | ----------------- | ----------------- | ----------------- | ----------------- | ----------------- | ----------------- | ----------------- | ----------------- | ----------------- | ----------------- | ----------------- | ----------------- |
| Джерело: climate-data.org |                   |                   |                   |                   |                   |                   |                   |                   |                   |                   |                   |                   |                   |

## Демографія
Демографічна структура станом на 31 березня 2011 року:
|          | Загалом | Допрацездатний вік | Працездатний вік | Постпрацездатний вік |
| -------- | ------- | ------------------ | ---------------- | -------------------- |
| Чоловіки | 139     | 48                 | 79               | 12                   |
| Жінки    | 147     | 42                 | 88               | 17                   |
| Разом    | 286     | 90                 | 167              | 29                   |